# Йобст I (Хоя)
Йобст I фон Хоя (на немски: Jobst I von Hoya; * ок. 1460; † 6 януари или април 1507) е от 1466 до 1507 г. управляващ граф на Хоя (горно графство).

## Биография
Той е най-възрастният син на граф Йохан V фон Хоя (1395 – 1466) и съпругата му Елизабет фон Дипхолц († 1475), дъщеря на Ото фон Дипхолц († сл. 1484) и Хайлвиг фон Бронкхорст († 1498).
След смъртта на баща му той е още малолетен и чичо му Албрехт фон Хоя, епископ на Минден, поема опекунството. През 1504 г. срещу заплащане от голяма сума на херцозите на Брауншвайг-Люнебург той получава и долното графство.

## Фамилия
Йобст I се жени на 2 февруари 1482 г. в Мьоленбек (или 1488/1489 г.) за Ерменгард фон Липе (* 1469; † сл. 24 август 1524), дъщеря на Бернард VII фон Липе († 1511) и съпругата му графиня Анна фон Холщайн-Шауенбург († 1495). Те имат шест деца:
- Йобст II (* 1493 † 25 април 1545), от 1511 граф на Хоя
- Йохан VII († между 11 и 14 юни 1535 в битка), шведски военачалник
- Ерих IV/II († 24 октомври 1547), получава частичното графство Щолценау
- Анна († сл. 1520), канонеса в манастир Фреден и Есен (1507 – 1520)
- Елизабет († 1507/1520), канонеса в манастир Фреден, абатиса в Есен (1507 – 1520)
- Мария (* 25 юли 1508; † 21 ноември 1579), омъжена на 28 юли 1530 г. за граф Йост фон Бронкхорст и Боркуло (1503 – 1553)